# Маза (Самарская область)
Ма́за — село Шигонского района Самарской области, сельского поселения Новодевичье

## География
Село расположено на реке Маза, впадающей в Ольгинский залив Куйбышевского водохранилища.

### Происхождение названия (ойконим)
Речки и села с этими названиями неоднократно встречаются не только в Симбирско-Самарском Поволжье, но и в Мордовии, в Пензенской, Вологодской (село Маза, река Маза) и Нижегородской областях. В мордовском языке имеются мази — «красивый» и маза — «мелкий». А в татарском языке нарицательное маза значит «покой, спокойствие; спокойный». По одному из этих признаков, вероятно, была поименована речка, а по речке — селение.

### Дороги
Через село Маза проходит автомобильная дорога, соединяющая села Шигонского района, расположенные вдоль побережья Куйбышевского водохранилища: Подвалье, Сенькино, Платоновка, Новодевичье, Ольгино, Климовка

### Улицы села
Горный переулок, Зелёная улица, Калинина улица, Колхозная улица, Новая улица, Полевая улица, Садовая улица, Свободы улица, Центральная улица, Школьный переулок
- Маза. Церковь возрождается, 2010 год
- 2011 год
- Храм в селе Маза.
- Храм во имя Спаса Нерукотворного в Мазе.
- Храм в Мазе у озера.

## История
Образовалось поселение в 1580 году, после взятия Казани Иваном Грозным. По этой местности проходила дорога от Урала на Москву. По ней в то время гнали скот через Мазу. Речка Маза после выхода из лесных и холмистых мест образовывала обширное болото. Гуртоправы на этом месте поили скот. Коровы часто лезли в болото и вязли. Приходилось их вытаскивать и поневоле лезть в эту грязь. Существует версия, что название речки, соответственно, села может быть связано с этим «мазанием». Но и другие версии имеют право на существование.
Село возникло в 1706 году и первоначально именовалось Новоалександровской слободой, и находилось во владениях князя А. Д. Меншикова. После падения князя Меньшикова, в мае 1729 года, Маза была пожалована братьям Левашовым. После помещиков Левашёвых селом Маза владела казна.
В 1780 году, при создании Симбирского наместничества, село Новоалександровское Маза тож, при речке Маза, помещиковых крестьян, вошло в состав Сенгилеевского уезда.
Село расположено на старинном почтовом тракте, дороге, проходящей вдоль Волги от Симбирска, Сенгилея, Новодевичья до южных границ Симбирской губернии. В селе Маза находилась большая почтовая станция. 
1870 год, упоминание в Ведомостях Симбирского наместничества, Сенгилеевский уезд:
45.Село Новоалександровское Маза тож, при речке Маза, помещиковых крестьян
1169 ревизских душ .

### История Церкви
В начале XVIII века здесь уже была построена деревянная церковь, рядом с ней находилось кладбище. В начале XIX века церковь передали селу Новопольцево Ставропольского района. Новую церковь начали строить в 1803 году. В 1837 году была построена новая церковь.
Исторические сведения о сельской церкви: 

231. с. Маза (Ново-Аленсандровское) при рч. Мазе.

Храм каменный, теплый, построен в 1837 г . помещиком графом Левашевым, Престолов в нём два: главный во имя Всемилостивого Спаса и в приделе во имя св. прор. Предтечи и Крестителя Господня Иоанна. в 5 вер. от храма при источнике Мазинском ключе находится деревянная часовня, куда совершается крестный ход в 9-ю пятницу по Пасхе. Церковной земли 99 дес. пахотной. Причт состоит из священника, диакона и псаломщика; дома для них общественные. Прихожан: в с. Мазе (н. р.) в 244 двор. 664 м . и 688 ж.; в дер. Кяхте (Актяшка, в 7 вер.; н. р.) в 171 двор. 485 м . и 512 ж.; в дер. Левашевке (Малая Маза, при рч. Мазе, в 6 вер.; н. р.) в 90 двор. 258 м . и 240 ж.; в дер. Климовке (при р. Волге, в 10 вер.; н. р.) в 115 двор. 341 м . и 347 ж.; всего в 620 двор. 1748 м . и 1787 ж.; сверх того раскольников в 9 двор. 17 м . и 17 ж. Церк.-приход. попечительство существует с 1877 г.
С 2006 года храм отдан в подчинение Прихода храма в честь Успения Пресвятой Богородицы (г. Тольятти, Комсомольское шоссе, 2а Портпосёлок) настоятель храма протоиерей Иоанн (Ермаков).
Реставрационные работы ведутся специалистами высокого уровня при финансовой поддержке прихожан.

### История народного образования
Старожилы вспоминают, что в конце XIX века в школе Закон Божий преподавался священником Утехиным Василием Ивановичем

В селе Мазе начальное народн. училище, помещается в собственном здании и содержится на средства общества. в дер. Кяхте существует с 1893 года церк.-приход. школа, помещается в общественном здании, содержится на средства общества. в деревнях Левашевке (с 1897 г .) и Климовке (с 1898 г .) существуют церковные школы грамоты. Ближайшия села: Кузькино в 9 вер. и Новодевичье в 10 вер. Расстояние от Симбирска 109 вер., от Сенгилея 56 вер. Почтов. адрес — с. Новодевичье.

## Участники Великой Отечественной войны
- Архиреев Василий Иванович, 1912 г. рожд. Рядовой. Погиб в октябре 1944 г.[8]
- Вагин Александр Иванович, 1911 г. рожд. Красноармеец. Погиб 6.8.41 г. Похоронен на территории Смоленской обл.[8]
- Калёв Пётр Михайлович, 1922 г. рожд. Мл. лейтенант. Погиб в январе 1943 г. Похоронен в районе Гомеля.[8]
- Лощилин Фёдор Васильевич, 1919 г. рожд. Красноармеец. Погиб в ноябре 1941 г.[8]
- Матеров Василий Михайлович, 1922 г. рожд. Красноармеец. Погиб 27.1.42 г. Похоронен на ст. Погостье Ленинградской обл.[8]
- Першин Арсений Иванович, 1918 г. рожд. Рядовой. Умер от ран 28.9.43 г. Похоронен в Саратове.[8]
- Рябышев Михаил Дмитриевич 20.11.1927 Балтийский флот Моряк
- Сафонов Иван Петрович, 1923 г. рожд. Мл. лейтенант. Погиб 9.12.42 г. Похоронен в Волгограде.[8]
- Свистунов Василий Григорьевич, 1909 г. рожд. Красноармеец. Умер от ран 25.7.42 г. Похоронен в деревне Верстейка Полавского района Новгородской обл.[8]
- Уточкин Иван Александрович, 1911 г.рожд. Красноармеец. Погиб 11 января 1943 г. Похоронен: Псковская область, Пустокшинский район деревня Обитель.[9]
- Зюрюнин Николай Никифорович. Погиб 1941 г.
- Чесноков Никифор Тимофеевич.1903 г. рождения. Погиб 12 декабря 1942 г. Похоронен: Сталинградская обл.

### Участники Великой Отечественной войны из села Маза, вернувшиеся с фронта
- Александров Иван Иванович
- Архиреев Павел Иванович
- Архиреев Александр Иванович
- Елизаров Дмитрий Иванович
- Колбешин Пётр Захарович
- Колёскин Павел Николаевич
- Подлипалин Александр Петрович
- Подлипалин Павел Петрович
- Салманов Пётр Васильевич
- Сафонов Александр Петрович
- Свистунов Михаил Григорьевич
- Серов Василий Егорович
- Хлопушин Михаил Иванович
- Тучкин Михаил Васильевич
- Храмов Михаил Иванович
- Храмов Александр Михайлович
- Рачков Пётр Васильевич
- Рачков Александр Иванович
- Куликов Николай Михайлович
- Матеров Иван Васильевич
- Ефремов Пётр Иванович
- Маслов Григорий
- Матеров Иван Иванович